# Koning Winter
Le Koning Winter (littéralement « Roi d'hiver » en néerlandais), est un prix remis lors du Cyclo-cross Masters et récompensant le meilleur coureur de cyclo-cross de l'année.
Créé en 2011, le lauréat est choisi par un jury d'experts et par les lecteurs du magazine belge Cycling.be.
En 2011, Sven Nys a été élu le premier Koning Winter. Il a ensuite remporté à nouveau le trophée en 2013 et 2014. Le premier vainqueur non belge est Mathieu van der Poel, qui a remporté le trophée en 2015 pour la première fois. Il a également été récompensé en 2017, 2018 et 2019.

## Palmarès
| Saison    | Vainqueur            |
| --------- | -------------------- |
| 2010-2011 | Sven Nys             |
| 2011-2012 | Kevin Pauwels        |
| 2012-2013 | Sven Nys             |
| 2013-2014 | Sven Nys             |
| 2014-2015 | Mathieu van der Poel |
| 2015-2016 | Wout van Aert        |
| 2016-2017 | Mathieu van der Poel |
| 2017-2018 | Mathieu van der Poel |
| 2018-2019 | Mathieu van der Poel |

## Vainqueurs multiples
| Titres | Coureur              | Années                   |
| ------ | -------------------- | ------------------------ |
| 4      | Mathieu van der Poel | 2015, 2017, 2018 et 2019 |
| 3      | Sven Nys             | 2011, 2013 et 2014       |